# Andy Van Slyke
Andrew James Van Slyke (né le 21 décembre 1960 à Utica, New York, États-Unis) est un ancien joueur de baseball qui a joué dans les Ligues majeures de 1983 à 1995.
Ancien joueur étoile et excellent voltigeur de centre défensif, Andy Van Slyke s'est surtout distingué avec les Pirates de Pittsburgh, pour qui il a joué pendant 8 saisons.

## Carrière

### Cardinals de Saint-Louis
Andy Van Slyke est un choix de première ronde (6e joueur sélectionné au total) des Cardinals de Saint-Louis en 1979.
Il joue son premier match dans les majeures le 17 juin 1983. Il produit 38, 50, 55 puis 61 points lors de ses quatre saisons avec les Cards. Le 1er avril 1987, Saint-Louis échange le receveur gaucher Mike Lavalliere, le lanceur droitier Mike Dunne et Andy Van Slyke aux Pirates de Pittsburgh pour obtenir les services du receveur Tony Peña.

### Pirates de Pittsburgh
À son arrivée chez les Pirates en 1987, Van Slyke présente la meilleure moyenne au bâton de sa carrière jusque-là (,293) et cogne un nouveau sommet personnel de 21 coups de circuit.
En 1988, il fait encore mieux, avec 169 coups sûrs, 101 points marqués, 25 circuits et 100 points produits. Il domine la Ligue nationale avec 15 triples et 13 ballons-sacrifices. Il reçoit sa première invitation au match des étoiles du baseball majeur, remporte un premier Bâton d'argent pour son excellence en offensive, un premier Gant doré pour son efficacité en défensive, et est considéré pour le titre de joueur par excellence de la saison, prenant le 4e rang du scrutin.
De 1990 à 1992, Van Slyke est une des raisons des succès des Pirates, qui remportent le championnat de la division Est trois années consécutives. Van Slyke y patrouille le champ centre entouré de deux jeunes joueurs prometteurs : Barry Bonds et Bobby Bonilla.
En 1992, Andy Van Slyke est le meilleur frappeur de coups sûrs de la Nationale, avec 199. Il domine aussi la ligue pour les doubles avec 45. Sa moyenne au bâton de,324 est la 2e plus élevée dans le circuit. Il est encore sur les rangs pour le titre de joueur de l'année, mais prend une fois de plus la 4e place lors du vote.
Le voltigeur et frappeur gaucher obtient une dernière sélection au match des étoiles en 1993, alors qu'il frappe pour,310 à Pittsburgh.
Il signe comme agent libre avec les Orioles de Baltimore en 1995. Ceux-ci l'échangent en cours de saison aux Phillies de Philadelphie. Ce fut sa dernière année dans les majeures.

## Palmarès
- A participé 3 fois au match des étoiles (1988, 1992, 1993).
- A remporté 5 Gants dorés (1988-1992)
- A remporté 2 Bâtons d'argent (1988, 1992)
- A mené la Ligue nationale pour le triples (15) et les ballons-sacrifices (13) en 1988.
- A mené la Ligue nationale pour les coups sûrs (199) et les doubles (45) en 1992.

En carrière, Andy Van Slyke a joué 1658 parties, frappé dans une moyenne au bâton de,274 avec 1562 coups sûrs (293 doubles, 91 triples et 194 coups de circuit), marqué 835 points et en a produit 792. Rapide coureur, il a réussi 245 vols de buts, connaissant deux saisons de 34 larcins (en 1985 et 1987) et une de 30 buts volés (en 1988).

## Carrière d'entraîneur
Depuis la saison 2006, Andy Van Slyke est instructeur au premier but pour les Tigers de Detroit. Il a été nommé à ce poste par son ancien gérant chez les Pirates de Pittsburgh, Jim Leyland, qui dirige aujourd'hui les Tigers. À Detroit, Van Slyke a aussi la responsabilité de conseiller les voltigeurs de l'équipe ainsi que de superviser la manière dont les coureurs agissent autour des buts. Il est instructeur du club des saisons 2006 à 2010, inclusivement.
Il revient au baseball dans le rôle d'instructeur pour la saison 2014. Le 25 novembre 2013, les Mariners de Seattle en font leur instructeur au premier but. Il retrouve à Seattle le nouveau gérant de l'équipe, Lloyd McClendon, qui avait été engagé comme instructeur chez les Tigers la même année que Van Slyke. Le 9 octobre 2015, Van Slyke et plusieurs instructeurs perdent leur emploi dans la foulée du congédiement de McClendon.

## Vie personnelle
Van Slyke et son épouse Lauri ont quatre fils : A.J., Scott, Jared et Nathan. A.J., né en 1983, a été repêché et a signé avec les Cardinals de Saint-Louis tandis que Scott Van Slyke, né en 1986, est une sélection des Dodgers de Los Angeles, avec qui il a fait ses débuts dans le baseball majeur en 2012.

## Carrière d'auteur
Andy Van Slyke a publié deux livres. Il coécrit avec Jim Hawkins Tiger Confidential: The Untold Inside Story of the 2008 Season, un ouvrage sur la saison 2008 des Tigers de Détroit. En 2010, il coécrit avec Rob Rains un livre de fiction intitulé The Curse: Cubs Win! Cubs Win! Or Do They? qui imagine l'équipe des Cubs de Chicago brisant la malédiction de Billy Goat qui les empêche de gagner une Série mondiale depuis plus de 100 ans.